# BoA THE LIVE 2018
《BoA THE LIVE 2018》은 대한민국의 가수 보아의 2018년도 크리스마스 일본 콘서트 및 대한민국 세 번째 콘서트 투어이다.

## 개요
2018년 11월 27일, SM 엔터테인먼트는 각종 언론은 통해 보아의 세번째 콘서트 개최를 일제히 기사화하였고 콘서트의 제목과 포스터도 이와 함께 공개되었다. 이는 2018년 12월 20~21일 개최되는 일본에서 개최되는 'BoA THE LIVE 2018 X'mas'를 한국에서 동일한 형태로 개최되는 것으로, 예매는 일주일 뒤인 12월 4일 YES24를 통해 공식 예매가 진행되었다.

## 투어 일정
| 날짜             | 도시 | 국가     | 장소                 | 관객 동원 |
| ---------------- | ---- | -------- | -------------------- | --------- |
| 2018년 12월 20일 | 도쿄 | 일본     | 마이하마 앰피 씨어터 | 5,800명   |
| 2018년 12월 21일 | 도쿄 | 일본     | 마이하마 앰피 씨어터 | 5,800명   |
| 2018년 12월 29일 | 서울 | 대한민국 | YES24 라이브 홀      | 7,000명   |
| 2018년 12월 30일 | 서울 | 대한민국 | YES24 라이브 홀      | 7,000명   |

## 세트 리스트
- Concert Start -
- First Snow (JP)
- Manhattan Tango (JP)
- Mannish Chocolat (JP)

- Ment -
- If (JP)
- Only One (JP)
- Home (KR)
- 私このままでいいのかな (나 이대로 괜찮을까/JP)

- Ment -
- Jewel Song (JP)
- Winter Love (JP)
- The Christmas Song (JP)

- Ment -
- WOMAN (KR)
- ONE SHOT, TWO SHOT (KR)
- 내가 돌아 (NEGA DOLA) (KR)
- AMOR (JP)
- Jazzclub (JP)

- Band·Dancer Introduction -
- Little More (KR)
- No.1 (KR)
- Lookbook (JP)
- VALENTI (JP)

- Encore -
- メリクリ (JP)
- LOVE LETTER (JP)

- Concert Start -
- First Snow (JP)
- Manhattan Tango (JP)
- Mannish Chocolat (JP)

- Ment -
- If (KR)
- Only One (KR)
- Home (KR)
- 私このままでいいのかな (나 이대로 괜찮을까/JP)

- Ment -
- Jewel Song (JP)
- Love Of My Life[2](EN)
- Winter Love (JP)

- Ment -
- WOMAN (KR)
- ONE SHOT, TWO SHOT (KR)
- 내가 돌아 (NEGA DOLA) (KR)
- AMOR (JP)
- Jazzclub (JP)

- Band·Dancer Introduction -
- Little More (KR)
- No.1 (KR)
- Lookbook (JP)
- VALENTI (KR)

- Encore -
- メリクリ (JP)
- 먼 훗날 우리 (Someday Somewhere)30일 한정 (KR)
- 습관 (I Want You Back) (KR)
- 아틀란티스 소녀 (Atlantis Princess)30일 한정 (KR)

## 제작
- 주최 : SM엔터테인먼트
- 주관 : 드림메이커
- 후원 : YES24